# Stazione di Lavezzola
Stazione di Lavezzola vasútállomás Olaszországban, Conselice település Lavezzola részén.

## Vasútvonalak
Az állomást az alábbi vasútvonalak érintik:
- Ferrara–Rimini-vasútvonal
- Lavezzola-Lugo railway

## Kapcsolódó állomások
A vasútállomáshoz az alábbi állomások vannak a legközelebb:
- Stazione di Voltana (Stazione di Rimini, Ferrara–Rimini-vasútvonal)
- Stazione di San Biagio (Stazione di Ferrara, Ferrara–Rimini-vasútvonal)
- Stazione di Conselice (Stazione di Lugo, Lavezzola-Lugo railway)